# Чифлиџик
Чифлиџик (грч. Στρυμονοχώρι, Стрмонохори) је насељено место у општини Синтика у периферији Средишња Македонија, Грчка. Према попису из 2021. године било је 315 становника.
Према бугарском географу и историчару, Василу Канчову, у Чифлиџику је 1900. године живело 180 Словена хришћана. Године 1924. су насељене 102 грчке избегличке породице, укупно 433 особе. На попису из 1928. године Чифлиџик је мешовито грчко-словенско насеље са 738 становника.